# What If (комикс)
What If (с англ. — «Что если»), иногда What If…? (с англ. — «Что если…?»), — название нескольких серий комиксов, опубликованных издательством Marvel Comics в 1980-90-х годах. Действие происходит в альтернативных вселенных и не входит в основной канон вселенной Marvel.

## История публикаций

### Том 1
Первый том серии стартовал в феврале 1977 года и продолжался до октября 1984 года. Первый сюжет, «What If Spider-Man Had Joined the Fantastic Four?» (с англ. — «Что если бы Человек-паук присоединился к Фантастической четвёрке?»), показывал альтернативную хронику событий, произошедших в The Amazing Spider-Man #1 в 1963 году. В некоторых сюжетных линиях принимали участие персонажи, судьба которых повернулись иначе, нежели в основной непрерывности Marvel, в зависимости от событий который они могли бы сделать (или не сделать). Например, сюжет о Капитане Америке, вышедший в 1980 году, представил героя баллотировавшимся на пост президента Соединённых Штатов в качестве третьего кандидата, от чего он отказался в основной вселенной. Тем не менее, в выпуске What If #26 «What If Captain America Became President?» (с англ. — «Что если бы Капитан Америка стал президентом?») Роджерс принимает предложение и занимает кресло президента страны.
Из-за стартовавшей с первого выпуска традиции начинать заголовки сюжетов с фразы «What If…?», было разрешено нарушать сложившиеся каноны основных серий, например, изменять статус-кво личности некоторых персонажей, или «убивать» их без последствий для основных серий комиксов, или же после открытия/обретения своих способности делать их не героями, а преступниками и наоборот. В одном из выпусков был использован оригинальный сюжет «The Dark Phoenix Saga» (с англ. — «Сага Тёмного Феникса») из серии о Людях Икс, где вместо того, чтобы совершить самоубийство, Джин Грей после лоботомии утрачивает свои способности. В версии What If, Джин Грей в конце концов возвращает себе свои силы и убивает всех Людей Икс, в том числе Скотта Саммерса, и от шока превращается в свою отрицательную половину — Тёмного Феникса и вызывает глобальный катаклизм. Однако, не все рассказы What If носили столь серьёзный и радикальный характер. Например, в выпуске #11 создатели предложили комедийное видение того, что случилось бы, если бы редакторы Marvel Стэн Ли, Джек Кирби, Фло Штейнберг и Сол Бродски получили полномочия Фантастической четвёрки.
После отмены серии был опубликован ваншот What If? Special (июнь 1988) с сюжетом «What If Iron Man Had Been a Traitor?» (с англ. — «Что если бы Железный человек был предателем?»).

### Том 2
Второй том What If включает в себя 114 выпусков, выходивших ежемесячно с июля 1989 по ноябрь 1998. Второй том оказался более заметным с точки зрения пересмотра сюжетов основной вселенной, а выходившие рассказы занимали от одного до нескольких выпусков, хотя раньше каждый рассказ «What If…?» был отдельным. Иногда присутствовали несколько альтернативных концовок одного сюжета, как, например, в «What If War Machine Had Not Destroyed the Living Laser?» (с англ. — «Что если бы Воитель не уничтожил Живой Лазер?»), где читателю самому предоставили возможность решить судьбу персонажа.
Юмористический аспект первого тома был сохранен в первых номерах второго, и кульминацией стал выпуск #34, «What If No One Was Watching the Watcher?» (с англ. — «Что если никто не наблюдает за Наблюдателем?»), который преимущественно состоял из страниц с шутками и несколькими небольшими историями.
Начиная с выпуска #87, радикальные расхождения с основной вселенной были убраны, а новые выпуски всё больше и больше напоминали уже существующие сюжетные линии, которые были помечены логотипом « What If…?», а действие разворачивалось в альтернативной вселенной. В одном из номеров тома, #105, появился персонаж Девушка-паук, который оказался настолько популярен, что впоследствии была перенесена в свою собственную отдельную серию, которая, в свою очередь, дала начало серии Marvel Comics 2.

### Том 3
Третий том What If включал в себя шесть одиночных выпусков, которые вышли в феврале 2005 года. Заголовки традиционно начинались с фразы «What If…?», а сами сюжеты были написаны Джастином Габри по предложению Си Би Цебуски. Во всех выпусках повествование, как и раньше, велось от лица Наблюдателя, кроме двух выпусков под авторством Брайана Майкла Бендиса — «What If Karen Page Had Lived?» (с англ. — «Что если Карен Пейдж жива?») и «What If Jessica Jones Had Joined the Avengers?» (с англ. — «Что если Джессика Джонс присоединились к Мстителям?»), где Наблюдатель является частью событий. Кроме того, в одной из историй был показан разговор между продавцом и покупателем в магазине комиксов, где покупатель задаёт вопрос «Что если бы умерла тётя Мэй, а не дядя Бен?» (англ. What if Aunt May had died instead of Uncle Ben?). Похожая история ранее уже была в What If под названием «What If Uncle Ben Had Lived?» (с англ. — «Что если бы дядя Бен был жив?»). В августе 2005 года была опубликована пародия на серию, под названием What, Huh?!?.

### Том 4
Следующие шесть ваншотов вышли в феврале 2006 года и по своей структуре напоминали альтернативную серию издательства DC Comics — Elseworlds. Ранее, What If…? рассказывали сюжет, участие в котором принимали обычные персонажи вселенной Marvel, а действие разворачивалось в физически той же вселенной с той же историей, что и основные серии, в то время как в Elseworlds события изменены так, что история новой альтернативной вселенной поменялась вместе с персонажами, к примеру, в серии Superman: Red Son Супермен приземлился и вырос в СССР, а не в США.
В новых ваншотах описывались события, произошедшие в различные периоды на Земле-717 — период феодализма в Японии, где появился супергерой Сорвиголова; Гражданская война в США, где Капитан Америка сражался против Красного Черепа; Росомаха берёт на себя роль Карателя и противостоит преступникам в Чикаго 20-х годов XX века; Нэмора воспитывает его отец на суше во время Второй мировой войны; Тор становится Вестником Галактуса, а Фантастическая четвёрка проживает не в США, а в СССР времён Холодной войны.

### Том 5
В конце 2006 года, Marvel выпустили ещё пять одиночных выпусков серии, на этот раз с упором на альтернативные версии крупномасштабных сюжетных линий, таких как Age of Apocalypse, Avengers Disassembled, Spider-Man: The Other, Wolverine: Enemy of the State, и X-Men: Deadly Genesis. Позднее они были собраны в одном томе под названием What If: Event Horizon.

### Том 6
What If?: Planet Hulk был анонсирован в начале 2007 года, а выпущен в октябре. За ним последовали What If?: Annihilation в ноябре, What If?: Civil War и What If?: X-Men: Rise and Fall of the Shi’ar Empire в декабре,  What If: Spider-Man vs. Wolverine в январе 2008 года. Три выпуска были собраны в одном томе под названием What If…? Civil War.
Выпуск What If: This Was the Fantastic Four с участием Человека-паука, Росомахи, Призрачного гонщика и Халка должен был появиться в ноябре, однако был отменён из-за смерти Майка Веринго. Он был выпущен гораздо позже в трибьюте в дань памяти ныне покойного автора в июне 2008 года, а все средства от продажи пошли на счёт благотворительного фонда The Hero Initiative.

### Том 7
Седьмой том стартовал в 2008 году и с интервалом в неделю вышли ещё пять выпусков What If, продолжая тему альтернативных событий в сочетании с классическими. Выпуски, выходившие с пометкой «What If…?»: Fallen Son: The Death of Captain America, House of M, Spider-Man: Back in Black, Secret Wars, и Infinity Gauntlet, а также новая Фантастическая четвёрка, состоящая из Халка, Человека-паука, Железного человека и Росомахи.

### Том 8
Восьмой том вышел в декабре 2009 и сосредоточил внимание на трёх последних событиях вселенной Marvel — мини-серии Spider-Man: House of M, World War Hulk, и Secret Invasion, плюс один номер Astonishing X-Men, текущей серии о Людях Икс, а также один выпуск What If?, сосредоточенный на Сорвиголове и Электре. Все выпуски, за исключением последнего, включали в себя два варианта развития событий.

## Коллекционные издания
- Серия What If? Classic:
  - Volume 1 (включает What If #1-6), январь 2005, ISBN 0-7851-1702-4
  - Volume 2 (включает What If #7-12), январь 2006, ISBN 0-7851-1843-8
  - Volume 3 (включает What If #14-15, 17-20), январь 2007, ISBN 0-7851-2081-5
  - Volume 4 (включает What If #21-26), декабрь 2007, ISBN 0-7851-2738-0
  - Volume 5 (включает What If #27-32), январь 2009, ISBN 0-7851-3086-1
  - Volume 6 (включает What If #33-38), декабрь 2009, ISBN 0-7851-3753-X
- X-Men: Alterniverse Visions (включает What If vol. 2, #40, 59, 62, 66, 69), август 1996, ISBN 0-7851-0194-2 (Boxtree, май 1996, ISBN 0-7522-0342-8)
- What If?: Why Not? (включает What If vol. 3), март 2005, ISBN 0-7851-1593-5
- What If?: Mirror Mirror (включает What If vol. 4), май 2006, ISBN 0-7851-1902-7
- What If?: Event Horizon (включает What If vol. 5), июль 2007, ISBN 0-7851-2183-8
- What If?: Civil War (включает What If vol. 6), апрель 2008, ISBN 0-7851-3036-5
- What If?: Secret Wars (включает What If vol. 7), апрель 2009, ISBN 0-7851-3341-0
- What If?: Secret Invasion (включает What If? vol. 8), май 2010, ISBN 0-7851-4109-X

## Вне комиксов

### Телевидение
- В сериале Агенты «Щ.И.Т.» есть сюжетная арка, которая слабо вдохновлена комическим сериалом «What If». Например 16 серия четвёртого сезона носит название «Что если…». Сценарий представляет собой виртуальное творение, названное Каркасом[6].
- В 2021 году Marvel Studios выпустила анимационный сериал на основе комиксов «Что, если…?» для Disney+. Хотя президент Marvel Studios Кевин Файги продюсирует данный сериал, тем не менее не все истории данного сериала являются каноническими в Кинематографической вселенной Marvel[7].